# Menai Bridge
Menai Bridge ist ein Ort und eine Community auf Anglesey in Wales mit 3800 Einwohnern (2001). Der walisische Name des Ortes ist Porthaethwy.  Mit dem Bau der Menai-Brücke über die Menai-Straße, der Meerenge, die Anglesey vom walisischen Festland trennt und der 1826 vollendet wurde, erhielt der Ort seinen englischen Namen, so dass er heute zwei unterschiedliche Namen hat.
Die Inseln Church Island, Ynys Faelog und Ynys Gaint, die in der Menai-Straße direkt vor dem Ort liegen, sind mit Dämmen, die bei Flut teilweise überspült werden können, direkt mit diesem verbunden.
Menai Bridge hat eine eigens für die walisische Soap Opera Rownd a Rownd konstruierte Kulisse und der Ort selbst wie auch seine Schulen dienen auch immer wieder als Kulisse für diese Produktion des walisischsprachigen Fernsehkanals S4C.
Der Anglesey Coastal Path ein Teil des Wales Coast Path führt durch Menai Bridge. Der Afon Cadnant mündet östlich von Menai Bridge in die Menai-Straße.

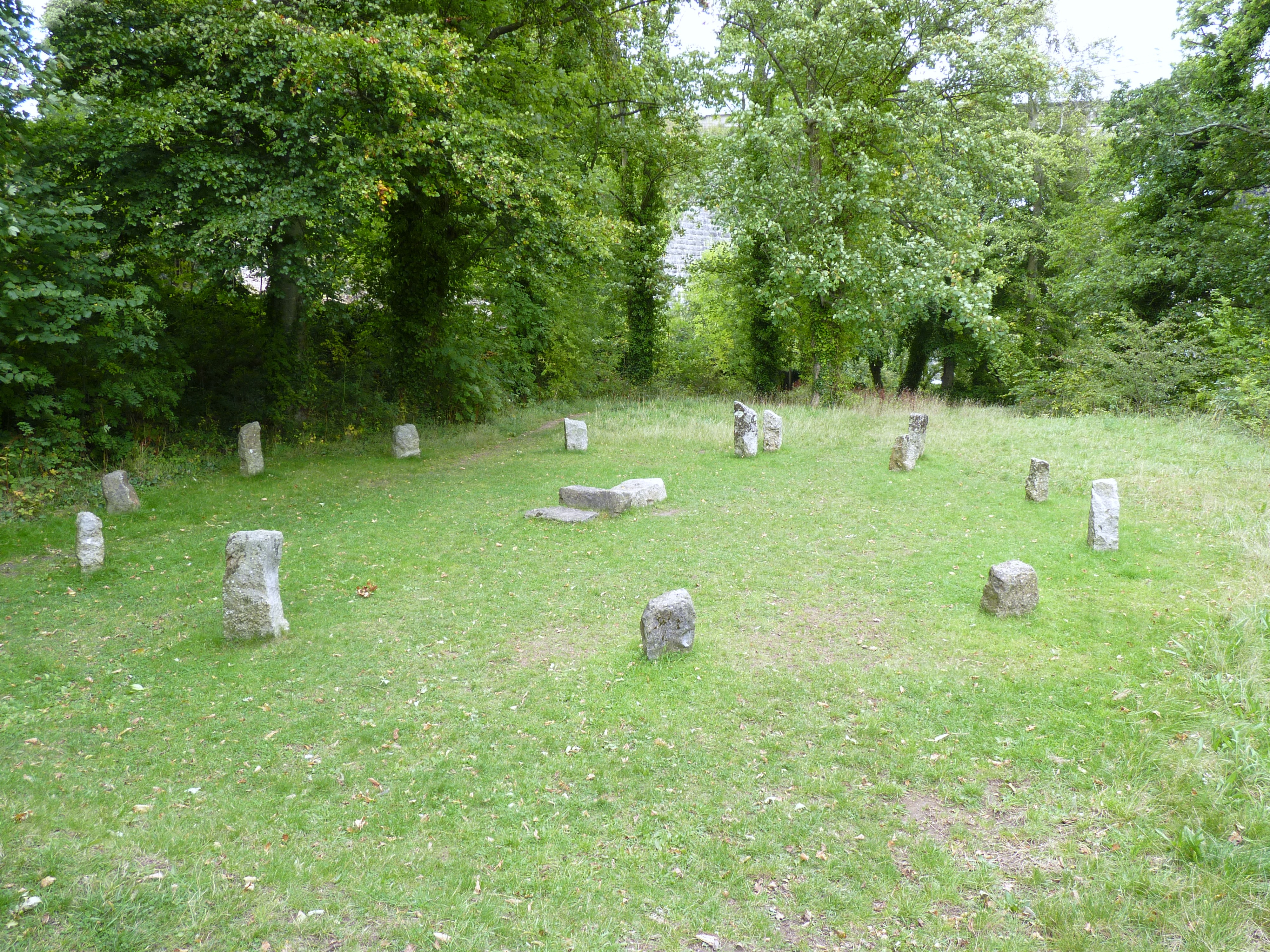
Der Menai Bridge Gorsedd Circle, errichtet 1965

Der Menai Bridge Gorsedd Circle ist ein moderner Steinkreis, der an der Stelle errichtet wurde, wo Thomas Telford zwischen 1819 und 1826 während der Errichtung der Brücke seine Bauhütte hatte. Der Steinkreis wurde 1965 anlässlich des Anglesey Eisteddfod, eines traditionellen Literatur- und Musikfestivals, angelegt.